# Беневенто (Форли-Чезена)
Беневенто је насеље у Италији у округу Форли-Чезена, региону Емилија-Ромања.
Према процени из 2011. у насељу је живело 67 становника. Насеље се налази на надморској висини од 92 м.